# Јејл (Јужна Дакота)
Јејл (енгл. Yale) град је у америчкој савезној држави Јужна Дакота.

## Демографија
По попису из 2010. године број становника је 108, што је 10 (-8,5%) становника мање него 2000. године.
| Група             | 2000.        | 2010.       |
| Белци             | 118 (100,0%) | 103 (95,4%) |
| Афроамериканци    | 0 (0,0%)     | 1 (0,9%)    |
| Азијати           | 0 (0,0%)     | 0 (0,0%)    |
| Хиспаноамериканци | 0 (0,0%)     | 0 (0,0%)    |
| Укупно            | 118          | 108         |